# Charge de Burkel
Première Guerre mondiale
Batailles
Front d'Europe de l’Ouest
- Liège (8-1914)
- Namur (8-1914)
- Frontières (8-1914)
- Anvers (9-1914)
- Grande Retraite (9-1914)
- Marne (9-1914)
- Course à la mer (9-1914)
- Yser (10-1914)
- Messines (10-1914)
- Ypres (10-1914)
- Givenchy (12-1914)
- 1re Champagne (12-1914)
- Hartmannswillerkopf (1-1915)
- Neuve-Chapelle (3-1915)
- 2e Ypres (4-1915)
- Colline 60 (4-1915)
- Artois (5-1915)
- Festubert (5-1915)
- Quennevières (6-1915)
- Linge (7-1915)
- 2e Artois (9-1915)
- 2e Champagne (9-1915)
- Loos (9-1915)
- Verdun (2-1916)
- Redoute Hohenzollern (3-1916)
- Hulluch (4-1916)
- 1re Somme (7-1916)
- Fromelles (7-1916)
- Arras (4-1917)
- Vimy (4-1917)
- Chemin des Dames (4-1917)
- 3e Champagne (4-1917)
- 2e Messines (6-1917)
- Passchendaele (7-1917)
- Cote 70 (8-1917)
- 2e Verdun (8-1917)
- Malmaison (10-1917)
- Cambrai (11-1917)
- Bombardements de Paris (1-1918)
- Offensive du Printemps (3-1918)
- Lys (4-1918)
- Aisne (5-1918)
- Bois Belleau (6-1918)
- 2e Marne (7-1918)
- 4e Champagne (7-1918)
- Château-Thierry (7-1918)
- Le Hamel (7-1918)
- Amiens (8-1918)
- Cent-Jours (8-1918)
- 2e Somme (9-1918)
- Bataille de la ligne Hindenburg
- Meuse-Argonne (10-1918)
- Cambrai (10-1918)

Front italien
Front d'Europe de l’Est
Front des Balkans
Front du Moyen-Orient
Front africain
Bataille de l'Atlantique
La charge de Burkel désigne une escarmouche entre les forces belges et allemandes en octobre 1918, durant la Première Guerre mondiale. Elle est tenue pour la dernière charge de cavalerie effectuée de façon planifiée par une unité de cette importance en Europe occidentale.

## Contexte
La division de cavalerie belge fut utilisée démontée sur le front occidental, dès la stabilisation du front. Ses chevaux furent gardés près du front pour des missions de ravitaillement. En octobre 1918, les Allemands reculent quotidiennement et la cavalerie reçoit pour mission de combattre l'arrière-garde pour accélérer cette retraite.

## La charge
Dans l'après-midi du 19 octobre 1918, le major Van Strydonck, commandant le 2e groupe (3e et 4e escadrons) du 1er régiment des Guides, reçut l'ordre suivant du général baron Buffin : « franchir par un coup de force à cheval les lignes de mitrailleuses ennemies. À hauteur de Burkel, se rabattre de chaque côté de la route et prendre l'ennemi à revers ; deux auto-mitrailleuses précéderont la colonne. »
Le 1er groupe (1er et 2e escadrons) du régiment, sous les ordres du colonel Jooris, fut arrêté par le tir des mitrailleuses et fut forcé de continuer l'attaque à pied et de demander un tir d'artillerie pour créer une brèche.
Alors qu'il menait la charge le comte Francis de Meeus cria « En avant, mes enfants... pour le Roi ! »il s'écroula mortellement tué, la cavalerie chargea les lignes ennemies à 16 h 30.
La charge était précédée par deux autos blindées. Après avoir avancé en silence, ils chargèrent les Allemands retranchés dans la forêt du hameau de Burkel. La première ligne de mitrailleuses allemandes fut franchie avec peu de pertes, ce qui permit à la cavalerie de progresser de trois kilomètres supplémentaires jusqu'à la confrontation avec la seconde ligne de mitrailleuses. Les deux autos-blindées furent immobilisées, conducteurs tués et pneus crevés. Les cavaliers, victimes d'un terrain défavorable, durent poursuivre leur attaque pied à terre ; à 17 h, les Allemands, dépassés, battirent en retraite.

## Conséquences
La charge fut fêtée en Belgique et le 1er régiment des Guides fut autorisé à ajouter la citation « Burkel » à son étendard. Le major Victor van Strydonck, qui avait commandé la charge, fut anobli avec le titre de chevalier et reçut l'autorisation de l'adjonction à son patronyme du « de Burkel » en reconnaissance de son héroïsme (1937). Après la Seconde Guerre mondiale, il fut créé baron (1956). Le comte Francis de Meeûs, lui, fut tué sur le coup, devançant ses hommes le sabre à bout de bras. La veille, il écrivait à son épouse qu'il allait certainement mourir en recevant l'ordre d'attaquer.[réf. nécessaire]

## Sources
- (en) Cet article est partiellement ou en totalité issu de l’article de Wikipédia en anglais intitulé « Charge of Burkel » (voir la liste des auteurs).